# Rheumaptera nordstromi
Rheumaptera nordstromi är en fjärilsart som beskrevs av Felix Bryk 1921. Rheumaptera nordstromi ingår i släktet Rheumaptera och familjen mätare. Inga underarter finns listade.